# Seriatopora
Seriatopora ist eine Gattung der Steinkorallen (Scleractinia). Da sie äußerst filigrane Skelette mit spitzen Enden haben, werden sie im deutschen als Dornenkorallen, Nadelkorallen oder Dornenkronenkorallen bezeichnet.

## Verbreitung
Alle Seriatopora-Arten kommen in den Korallenriffen des Roten Meeres und des Indopazifik von der Küste Ostafrikas bis nach Samoa vor. Daneben gibt es noch einige Populationen im zentralen Pazifik.

## Merkmale
Der Gattungsname Seriatopora kommt von den in Reihen (Series, lat. = Reihe) angeordneten Polypen. Dies unterscheidet sie von verwandten Korallengattungen wie Pocillopora und Stylophora aus der gleichen Familie. Die Korallen bilden kleine und mittelgroße Kolonien, die filigrane, zerbrechliche, dichtverzweigte, am Ende oft spitze Äste bilden.

## Ökologie
Alle Seriatopora-Arten leben mit Algen aus der Gruppe der Dinoflagellaten in Symbiose. Die Zooxanthellen versorgen die Koralle mit Nährstoffen. Außerdem leben die kleinen Gallkrabben Hapalocarinus marsupialis in einem kommensalen Verhältnis mit den Korallen. Auf unbekannte Weise bringen die Krabbenweibchen die Korallen dazu, ihre Wuchsform zu ändern und eine Korallengalle ähnlich wie die Pflanzengallen zu bilden. Das Weibchen wird darin eingeschlossen und hat nur noch durch ein kleines Loch Kontakt nach außen. Die Männchen leben, farblich an die Koralle angepasst, zwischen den Ästen.

## Arten
Das World Register of Marine Species (WoRMS) listet 7 Arten der Gattung Seriatopora.
- Seriatopora aculeata Quelch, 1886
- Seriatopora caliendrum Ehrenberg, 1834
- Seriatopora dentritica Veron, 2000
- Seriatopora guttata Dana, 1846
- Seriatopora hystrix Dana, 1846
- Seriatopora octoptera Ehrenberg, 1834
- Seriatopora stellata Quelch, 1886